# Papier książkowy
Papier książkowy – papier stosowany do druku wkładów książkowych. W Polsce do papierów książkowych zalicza się papiery do druku offsetowego arkuszowego i zwojowego, coldsetowego, ponieważ te techniki druku dominują w Polsce w produkcji książki.